# Poduzetnički projekt
Projekt (od lat. proiectio – bacanje naprijed, iz proiicere – baciti ispred, pružiti) je vremenski određena djelatnost s ciljem ostvarenja jedinstvenoga proizvoda, usluge ili ishoda.
Za razliku od operacija, koje su neprekidne i mogu se ponavljati, projekti su vremenski ograničeni i jedinstveni. Poduzimaju se na svim razinama organizacije i mogu uključivati od jedne osobe do više tisuća osoba u nekoliko različitih skupina.
Primjeri projekta su:
- Razvoj novoga proizvoda ili usluge;
- preustroj (reorganizacija) strukture, kadrova ili stila organizacije;
- projektiranje vozila, građevine, i dr.;
- izgradnja novoga pogona (proizvodne jedinice);
- primjena novoga poslovnog procesa.

## Projekti naspram operacija
Osnovna razlika između projekta i operacije je u tome što su operacije neprekidne i mogu se ponavljati, a projekti su vremenski ograničeni i jedinstveni. Svrha im je također različita. Namjera projekta je postići zadane ciljeve i završiti. Svrha operacije je podupiranje i održanje poslovanja, čak i kada se ciljevi promijene.
Projekti se uglavnom odobravaju kao posljedica strateškoga plana kao odgovor na:
- potražnju na tržištu,
- organizacijske potrebe,
- zahtjeve kupaca odn. korisnika,
- formalno-pravne zahtjeve i dr.

Definiranje projekta je djelatnost kojom se određuje:

a) što se očekuje kao rezultat, 

b) koje je predviđeno vrijeme za izvršenje, 

c) koji resursi se rabe ili sudjeluju u radu.

## Upravljanje projektima
Upravljanje projektima je skup procesa u kojima se primjenjuju znanja, vještine, alati i tehnike radi ostvarivanja ciljeva projekta.

Procesi koji se koriste pri upravljanju projektom određeni su standardima upravljanja projektom, a uglavnom se dijele na sljedeće:

1. Pokretanje projekta (eng. Initiating Process) - obuhvaća započinjanje i grubo definiranje projekta
2. Planiranje projekta (eng. Planning Process) - obuhvaća planiranje ciljeva, resursa, vremenskoga okvira i dosega projekta,
3. Izvršenje projekta (eng. Executing Process) - obuhvaća koordinaciju resursa sa svrhom provedbe plana,
4. Nadzor nad projektom (eng. Monitoring and Controlling Process) - obuhvaća operacije praćenja i mjerenja aktivnosti tijekom provedbe plana,
5. Završni procesi (eng. Closing Process) - obuhvaća operacije koje dovode do završetka projekta ili određene faze projekta.

Skupine procesa nisu međusobno odvojene i zavisno o projektu mogu se ispreplitati, preklapati i ponavljati do konačnoga dovršetka ciljeva projekta.